# منینگ ۳۶۹۸
سیارک ۳۶۹۸ (به انگلیسی: 3698 Manning، نامگذاری:1984UA2) سه هزار و ششصد و نود و هشتمین سیارک کشف شده‌است که در ۲۹ اکتبر ۱۹۸۴ کشف شد.
قدر مطلق سیارک برابر ۱۳٫۴۰ است.